# Замок Портрейн
Замок Портрейн (англ. Portrane Castle) — один із замків Ірландії, розташований у графстві Дублін.

## Історія замку Портрейн

### XI— XII століття
Історія замку Портрейн тісно пов'язана з історією церкви в Ірландії. У «Чорній книзі церкви Христа» пишеться, що в 1040 році король Дубліна (невелике королівство вікінгів в Ірландії в середні віки) дарував єпископу Донату — першому єпископу Дубліна замок Портрейн разом із землями Балдойл.
Граф Стронгбоу підтвердив цей дар в 1170 році, потім дар було підтверджено щодо архієпископа Лоуренса О'Тула в 1178 році. Замок Портрейн входить до числа володінь Церкви Христа — це підтверджує булла Папи Урбана III, що датується 1186 роком. Проте, Папа Климент III, здається, дарував замок Портрейн короні в 1190 році. Коли архієпископ Дубліна Джон Комін висував свої претензії на замок Портрейн у 1197 році, Церква Христа погодилися відмовитися від своїх претензій на замок Портрейн за умови, що вона буде отримувати 100 кроликів на рік від маєтків замку Портрейн.

### XIII століття
У 1204 Патрік — наставник Церкви Христа відмовилася від усіх прав Церкви Христа на замок Портрейн і на володіння на острові Ламбей, на які претендував Комін. Незабаром після того, архієпископ надав права на володіння замком Портрейн настоятелю Грейсу Дью — настоятелю монастиря августинців у Баллібогілл, що був заснований у 1190 році архієпископом Коміном.
У 1216 році Папа Інокентій III підтвердив, що замок Портрейн і землі навколо нього, належать архієпископу Дубліна Генрі де Лаундерсу. Замок Портрейн був перебудований у ХІІІ столітті та складав оборонну лінію чотирьох замків, що тягнеться від Портрейн, через замки Донабейт, Ланістоун до замку Белінстоун.

### XIV—XV століття
У 1337 році король Англії Едуард III підтвердив, що замок Портрейн і землі навколо нього належать архієпископу Дубліна. Це ж саме зробив король Ангілї Річард II, коли він відвідав Дублін у 1394 році. У 1403 році землі, що належали архієпископу Дубліна Томаса Кранлі входили до володінь церкви, орендна плата від замку Портрейн та земель найколо нього йшла церкві.
Архієпископ Волтер ФітцСаймон збільшив прибутки, що йшли в монастир у 1490 році, коли він передав замок, будинок, двір і ферму під назвою Балліканам Маргариті — настоятель ці монастиря Грейс Дьє. У той час парафіяльна церква Портрейн була названа Санкт-Каніс, а орендна плата включала троянди на День Святого Іоанна щороку.

### XVI століття
До Реформації замок Портрейн продовжував належати багатої релігійній громаді монастиря Грейс Дьє. У замку жила родина Кьюсак. Під час Реформації відбулась ліквідація монастирів. Замок і землі були передані у власність серу Патріку Барнаволлу Турві — предку лордів Кінгсленд. Він побудував замок Турві-хаус з цегли і каменів зруйнованого монастиря Грейс Дьє. Власником замку став сер Джон Барнволл — ІІІ барон Трімлестоун і лорд-канцлер Ірландії.
Родина Кьюсак продовжувала жити в замку Портрейн, і в 1544 році Джеймс Кьюсак жив у замку Портрейн, коли він отримав посаду судді. У 1560-х роках замок перейшов у власність Вільяма ФітцВільяма, а потім у власність Томаса Тейлора. Проте, колишні черниці монастиря Грейс Дьє також, здається, жили в замку Портрейн зі своїм капеланом принаймні до 1577 року, коли вони були остаточно розійшлися.
Роком раніше, королева Єлизавета I надала церкві й священику з Портрейн Френсіс Агарду замки, маєтки, землі й десятини Портрейн. У свою чергу Агард платив орендну плату в розмірі £ 8 на рік щороку на День Святого Іоанна. У той час 18 акрів землі були приєднані до володінь Портрейн. У той час у замку були зали, стайні, садиба, кухня, будинки з назвою Нью-холл.

### XVII століття
У той час назва парафіяльної церкви біля воріт замку була змінена з Санкт Каніс на церкву Святої Катерини. Замок Портрейн став власністю сера Генрі Харрінгтона з Грейндж-Кон, що був нащадком Френсіса Агарда, який продав замок у 1608 році до олдермен Ніколасу Боллу з Дубліна.
Онук Ніколаса Болла — Томас Болл, продав замок Портрейн Чарльзу Уоллісу за £ 40 в XVII столітті. Вільям Петті у своєму огляді 1654 року зазначив, що Ральф Уолліс володіє замком Портрейн.
До 1677 році Джордж Уолліс живе в замку Портрейн, і, здається, з'являється замок Портрейн у той час був відновлений. На початку XVIII століття замком володіє Чарльз Уолліс.

### XVIII століття
Протягом усього цього часу архієпископи Дубліна були номінальними поміщиками, отримували земельну ренту із замку Портрейн та навколишніх земель. Проте, родина Уолліса ледве зводила кінці з кінцями, а в 1709 році вони закладають замок Портрейн та маєтки Роберту Сандерсу з графства Каван.
У 1712 році Гонорія Свантон — дочка Віллоубі Свіфта — двоюрідного брата відомого письменника Джонатана Свіфта — декана собору Святого Патріка, жила в замку Портрейн. У кінці того ж року, Свіфтова коханка «Стелла» — Естер Джонстон (1681—1728) провела кілька тижнів з Гонорією Свантон у замку Портрейн, і з тих пір замок був відомий серед місцевих жителів як замок Стелли або вежа Стелли.
У той час як Стелла перебував у замку Портрейн, вона і Свіфт обмінювалися листами в жовтні й листопаді 1712, і він писав їй: «Я не знав свою країну і місце, де був замок Портрейн, поки ви не сказали мені. Хто ним володіє — Свантони чи Уолліси? Цей Уолліс був серйозним і мудрий гребенем — Ох-хо-хо! Свантони захопили замок Портрейн, тепер я розумію тебе. Так, так, тепер я бачу замок Портрейн у верхній частині вашого листа. Я ніколи не заперечував проти цього раніше.»[джерело?]
Велика таємниця і протиріччя оточують відносини Свіфта зі Стеллою: можливо вони були таємно одружені в 1716 році? Чи були у них діти? Якщо вони були одружені, чому жодного разу Свіфт публічно визнав Стеллу своєю дружиною?
Ральф Уолліс зрештою погасив свій борг щодо замку Портрейн, але перед ним були інші фінансові проблеми. Ще один борг був піднятий щодо замку Портрейн і врешті-решт Ральф Уолліс продав замок і маєток Портрейн у 1728 Ейру Евансу — депутату від Лімерику за £ 395. Це був просто грабунок.
Родина Еванс побудував новий будинок — відомий в різний час як Маунт-Еванс чи Портрейн-хаус.

### XIX— XX століття
Самуель Льюіс зазначає в 1837 році, що останній мешканець замку Портрейн — леді Ачесон. Дивлячись на історію родини Ачесон з Маркетгілла (графство Арма) важко зрозуміти, хто ця леді Ачесон і чи була вона взагалі. Існує надгробок у цвинтаря Святого Патріка в Донабейт для Катерини Ачесон, що померла в 1735 році, але вона ніколи не була б відома як Леді Ачесон.
Замок Портрейн був залишений родиною Еванс незабаром після того, як вони побудували свій новий будинок у Портрейн.
Портрейн-хаус ще стояв у 1950-і роки, більш ніж через півстоліття після того, як на цій землі була побудована лікарня. Тепер замок Портрейн замок знаходиться в руїнах і виглядає самотнім і закинутим серед поля. Він стоїть всіма забутий і нікому немає діла до його збереження і реставрації.
Цей самотня квадратна башта, повита плющем, зруйнована і занедбана.